# Banc d'Itàlia
El Banc d'Itàlia (it: Banca d'Itàlia) és el banc central de la República italiana i una part del Sistema Europeu de Bancs Centrals (SEBC). L'oficina central es troba al Palazzo Koch, a Roma. El seu actual governador és Ignazio Visco, qui ocupa el càrrec des del 20 d'octubre de 2011.

## Funcions
Després del traspàs de les polítiques monetàries el 1999 al Banc Central Europeu, dins del nou marc estructural europeu, el banc implementa les decisions d'aquest, encunya l'Euro i elimina de la circulació antigues monedes.
La seva missió principal és ara la supervisió bancària i financera. Ha d'assegurar l'estabilitat i eficiència del sistema i complir les regles i regulacions; el banc persegueix això mitjançant una legislació secundària, controls i cooperació amb les autoritats governamentals.
A partir de la reforma de 2005, que va ser provocada arran d'alguns escàndols d'absorció entre empreses, el banc ha perdut l'exclusivitat d'autoritat antitrust al sector creditici, que comparteix amb l'Autoritat Italiana antitrust. Altres funcions inclouen el control del mercat, cuidat dels pagaments i subministrament de provisions, tresoreria de l'Estat, registre de crèdit central, anàlisi econòmica i consultaria institucional.
El Banc d'Itàlia posseeix unes reserves d'or estimades en 2.451.8 tones (2006).

## Història
La institució, també anomenada Bankitalia, va ser fundada el 1893, fruit de la unió dels quatre primers bancs d'Itàlia. Fins al 1928 estava dirigit per un Director General, mentre que des de llavors és dirigit per un Governador. El governador és triat per la comissió interna d'adreça, per decret del President de la República Italiana. El seu mandat dura set anys.

### Directors Generals (1893 - 1928)
- Giacomo Grill (1893 - 1894)
- Giuseppe Marchiori (1894 - 1900)
- Bonaldo Stringher (1900 - 1928)

### Governadors (1928 - present)
- Bonaldo Stringher (1928 - 1930)
- Vincenzo Azzolini (1931 - 1944)
- Luigi Einaudi (1945 - 1948)
- Donato Menichella (1948 - 1960)
- Guido Carli (1960 - 1975)
- Paolo Baffi (1975 - 1979)
- Carlo Azeglio Ciampi (1979 - 1993)
- Antonio Fazio (1993 - 2005)
- Mario Draghi (2006 - present)

## Accionistes
| Accionista                                   | Participació |
| -------------------------------------------- | ------------ |
| Intesa Sanpaolo                              | 30,3%        |
| UniCredit                                    | 22,1%        |
| Generali                                     | 6,3%         |
| Cassa di Risparmio in Bologna                | 6,2%         |
| Istituto Nazionale per la Previdenza Sociale | 5,0%         |
| Banca Carige                                 | 4,0%         |
| Banca Nazionale del Lavoro                   | 2,8%         |
| Monte dei Paschi di Siena                    | 2,5%         |
| Biverbanca                                   | 2,1%         |
| Cassa di Risparmio di Parma i Piacenza       | 2,0%         |